# 대불역
대불역(Daebul station, 大佛驛)은 대한민국 전라남도 영암군 삼호읍 난전리에 있는 한국철도공사 대불선의 역이다. 대불국가산업단지 안에 있으며, 무인역이다. 목포역에 이어 두 번째로 서쪽에 있는 역이다. 이 역 인근의 철도건널목에는 트레일러 등 대형 트럭의 통행도 가능하도록 설계된 특수 전차선이 설치되어 있다. 이 전차선은 전기 힘으로 다니는 열차가 건널목에 진입할 때에만 카테나리가 건널목 위에 걸쳐지도록 만들어졌다.

## 연혁
- 2004년 3월 12일 : 배치간이역으로 영업 개시
- 2010년 9월 28일 : 화물 취급 중지, 무배치간이역으로 격하[1]